# District Mureș
Mureș (Roemeens: Județ Mureș, Hongaars: Maros megye) is een Roemeens district (județ) in de historische regio
Transsylvanië, met als hoofdstad Târgu Mureș (165.835 inwoners). De gangbare afkorting voor het district is MS. In het district leeft een grote Hongaarse minderheid.

## Demografie

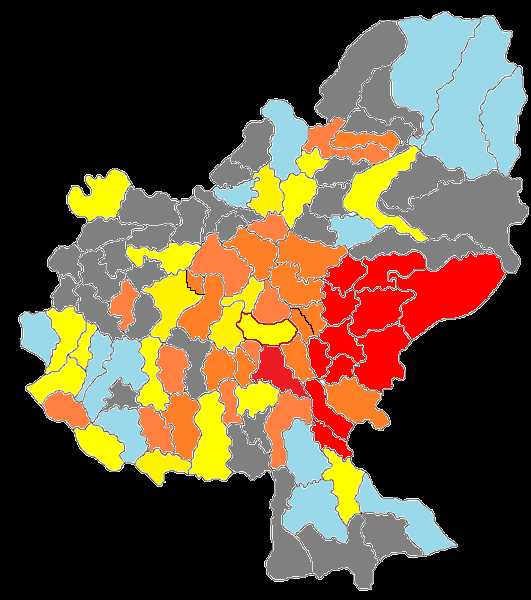
De Hongaren in het District Mures tijdens de volkstelling van 2011. Rood = Aandeel Hongaren boven 80%, Oranje = Hongaarse meerderheid tussen 50 - 79%, Geel = Hongaarse minderheid boven 20%, Blauw = Hongaarse minderheid tussen 10 - 20%, Grijs = Hongaarse minderheid onder de 10%.

In het jaar 2002 had Mureș 580.851 inwoners en een bevolkingsdichtheid van 86,5 inwoners per km². In 2009 had Mureș 581.628 inwoners en een bevolkingsdichtheid van 86,6 inwoners per km².

### Bevolkingsgroepen
De grootste bevolkingsgroepen in Mureș zijn de:
- Roemenen (53,3% of 309.375)
- Hongaarse minderheid (39,3% of 228.275)
- Roma's (7,0% of 40.425)

De etnische Hongaren vormen in het centrale deel van het district in de meeste gemeenten de meerderheid. De Roemenen zijn in het noorden en langs de westelijke en zuidelijke randen van het district in de meerderheid. De etnische Hongaarse gemeenten maken onderdeel uit van de historische regio Szeklerland. De hoofdstad Targu Mures kent de grootste Hongaarse gemeenschap van Roemenië binnen haar grenzen (57.532 personen).
Steden met een Hongaarse meerderheid zijn:
- Miercurea Nirajului
- Sangeorgiu de Padure
- Sovata

Hongaarse enclaves buiten het Szeklerland zijn er ook, zo zijn er in het noorden van het district twee gemeenten met vijf Hongaarstalige dorpen:
- Aluniș (Mureș)
- Brâncovenești (Mureș)

Verder ligt in het zuiden van het district de etnografische regio Küküllőszög. Hier vormen enkele gemeenten tezamen ook een Hongaarstalige enclave:
- Adămuș
- Bichiș
- Gănești
- Mica (Mureș)
- Suplac

De centrale stad in deze regio (Târnăveni) is niet meer in meerderheid Hongaars, maar kent wel een Hongaarse minderheid. De streek ligt langs de gelijknamige rivier en kent een vervolg in District Alba.

### Religies
- 53,3% Roemeens-orthodox
- 27% is Gereformeerd
- 9,5% Rooms-katholiek
- 0,5% Atheïst (2770 mensen)

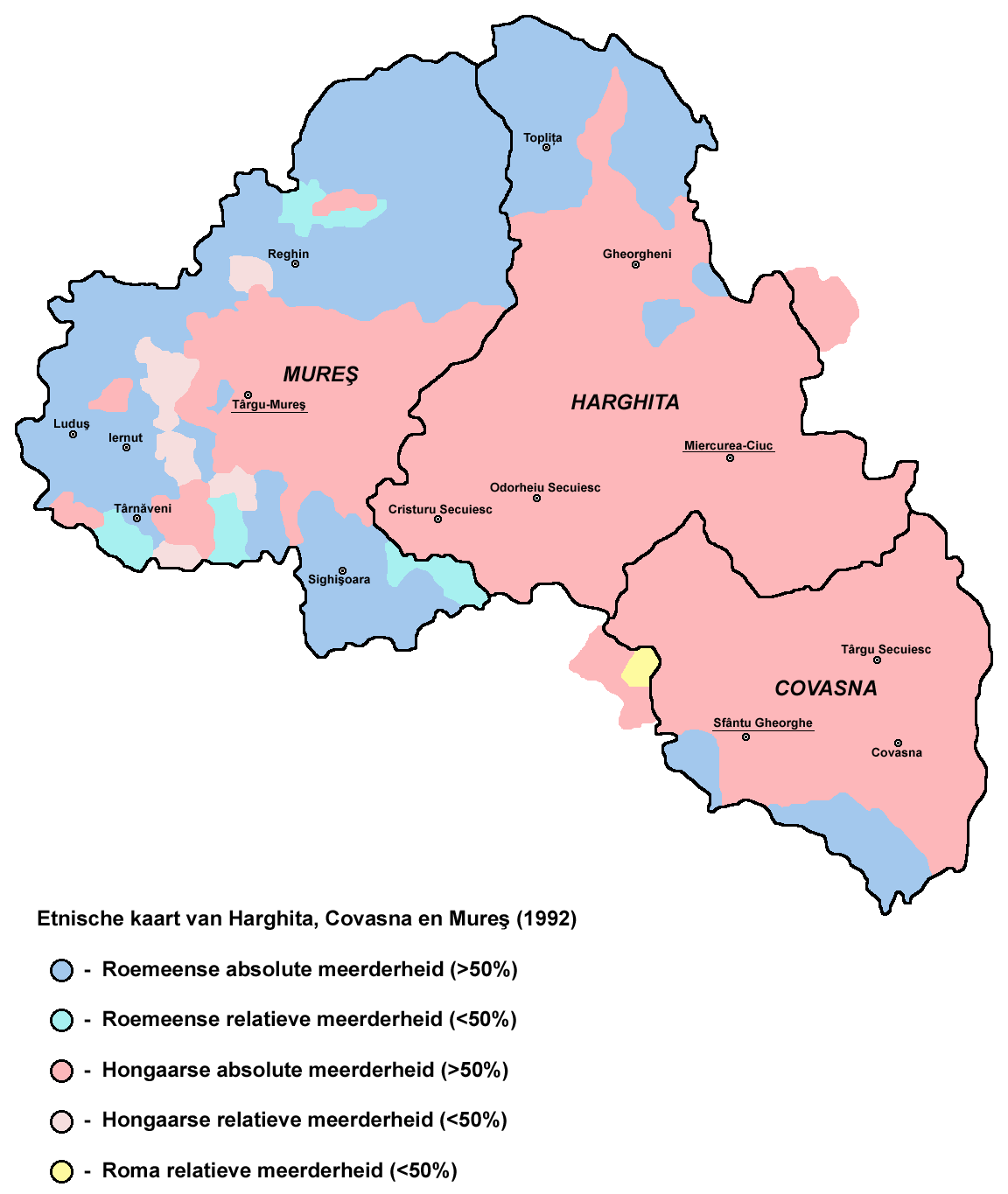
Etnische kaart van District Mureș (1992)
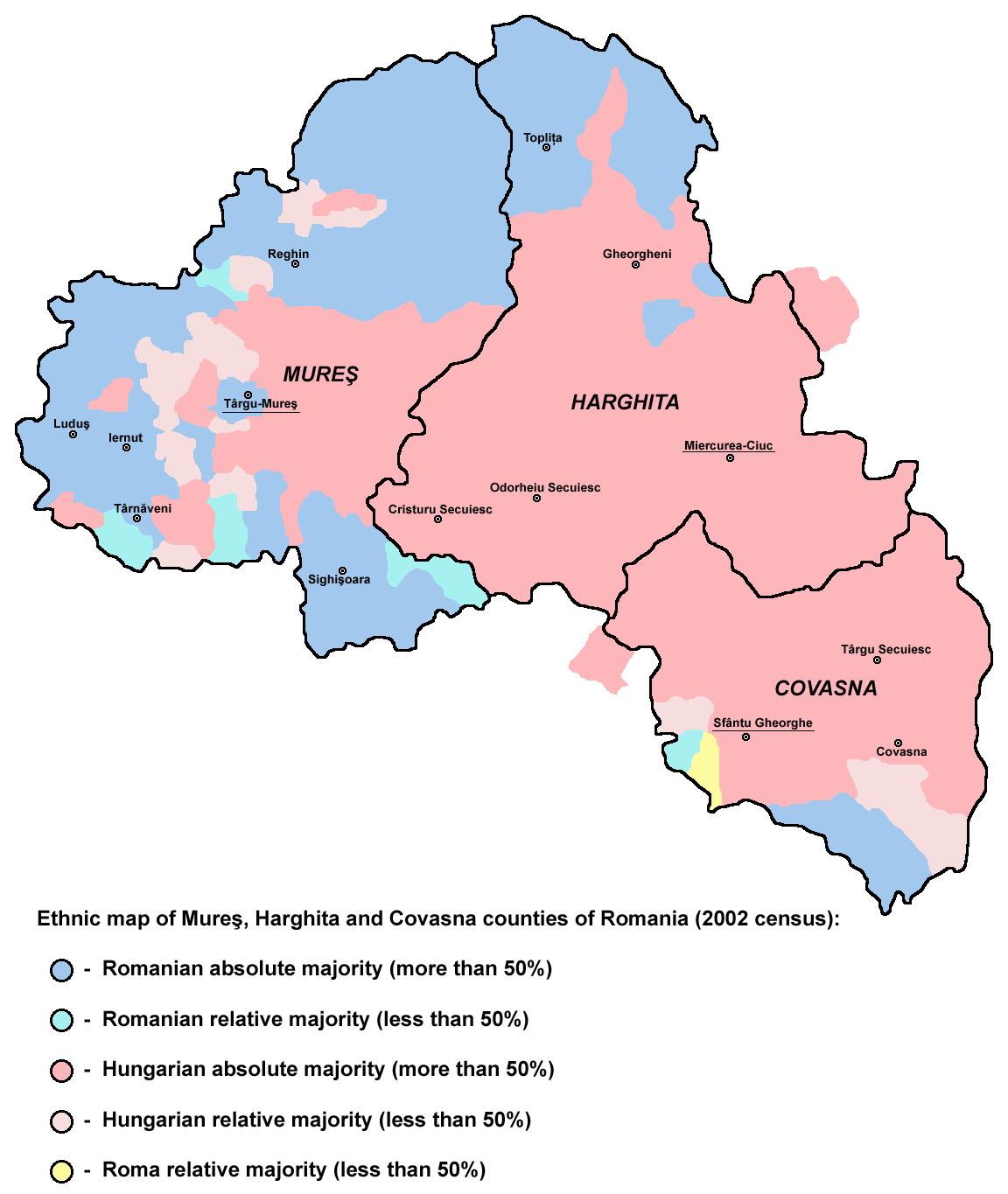
Etnische kaart van District Mureș (2002)

## Geografie
Het district heeft een oppervlakte van 6714 km².

## Aangrenzende districten
- Harghita in het oosten
- Suceava in het noordoosten
- Bistrița-Năsăud in het noordwesten
- Cluj in het westen
- Alba in het zuidwesten
- Sibiu in het zuiden
- Brașov in het zuidoosten

## Steden
- Târgu Mureș
- Reghin
- Sighișoara
- Târnăveni
- Luduș
- Sovata